# Notodoma fungorum
Notodoma fungorum är en skalbaggsart som beskrevs av Lewis 1884. Notodoma fungorum ingår i släktet Notodoma och familjen stumpbaggar. Inga underarter finns listade i Catalogue of Life.